# 가지야마 세이로쿠
가지야마 세이로쿠(일본어: 梶山静六, 1926년 3월 27일 ~ 2000년 6월 6일)는 일본의 정치인이다. 중의원 의원, 자치대신, 국가공안위원회 위원장, 통산대신, 법무대신, 자유민주당 국회대책위원장, 자유민주당 간사장, 내각관방장관을 역임하였다.